# Худякова, Антонина Фёдоровна
Антони́на Фёдоровна Худяко́ва (20 июня 1917, Слобода, Орловская губерния — 17 декабря 1998, Александрия, Кировоградская область) — заместитель командира эскадрильи 46-го гвардейского ночного бомбардировочного авиационного полка 325-й ночной бомбардировочной авиационной дивизии, гвардии старший лейтенант, Герой Советского Союза.

## Биография
Родилась 20 июня 1917 года в деревне Новая Слобода (ныне — Слобода Карачевского района Брянской области) в многодетной крестьянской семье. Русская.
В 1933 году поступила в Бежицкий индустриальный техникум, который окончила в 1936 году, получив специальность электросварщика. Работала мастером на Днепродзержинском вагоностроительном заводе. Преподавала в вечерней школе ФЗУ. В 1939 году окончила Днепродзержинский аэроклуб, а в 1940 году — Херсонскую авиационную школу Осоавиахима. После школы работала лётчиком-инструктором в Орловском аэроклубе.
В Красной Армии — с октября 1941 года. В 1942 году окончила Курсы усовершенствования командного состава. Участвовала в сражениях Великой Отечественной войны с мая 1942 года.
За время войны заместитель командира эскадрильи 46-го гвардейского ночного бомбардировочного авиаполка (325-я ночная бомбардировочная авиационная дивизия, 4-я воздушная армия, 2-й Белорусский фронт) А. Ф. Худякова произвела 926 боевых вылетов на бомбардировку войск противника, скинула 130 тонн бомб, уничтожила 3 склада, 12 машин, 2 переправы, 1 железнодорожный состав, 4 батареи.
Член КПСС с 1952 года.
С 1946 года по 1957 год жила в городе Тейково Ивановской области, где работала председателем районного комитета Осоавиахима, затем переехала по месту службы мужа сначала в Николаевск-на-Амуре (1956), а с 1961 года постоянно жила в г. Александрия Кировоградской области Украины. С 1980 года по 1991 год работала директором городского народного краеведческого музея.
Умерла 17 декабря 1998 года.

## Семья
Вышла замуж за летчика 889-го ночного бомбардировочного полка Игоря Ивановича Семиреченского. В браке родились дочь Татьяна и сын Игорь. Бабушка двух внучек — Кати (живёт во Франции) и Тони (живёт в Крыму).

## Награды
- Указом Президиума Верховного Совета СССР от 15 мая 1946 года за образцовое выполнение боевых заданий командования и проявленные мужество и героизм в боях с немецко-фашистскими захватчиками гвардии старшему лейтенанту Худяковой Антонине Фёдоровне присвоено звание Героя Советского Союза с вручением ордена Ленина и медали «Золотая Звезда» (№ 6150)[7].
- Награждена двумя орденами Красного Знамени, тремя орденами Отечественной войны 1-й степени, а также медалями.
- Почётный гражданин городов Александрия и Карачев.

## Память
- В городе Александрия на доме, в котором жила А. Ф. Худякова, установлена мемориальная доска[8].
- В городе Карачев открыта Аллея Героев, где Худяковой при жизни был установлен бронзовый бюст скульптора Александра Ромашевского[9].
- В городе Тейково 17 декабря 2018 г. на доме, в котором А. Ф. Худякова жила с 1946 по 1957 год, установлена мемориальная доска[10].
- Журналист и писатель Тамара Аноко написала повесть «Ориентир на настоящего героя», посвящённую Герою Советского Союза А. Ф. Худяковой[11].

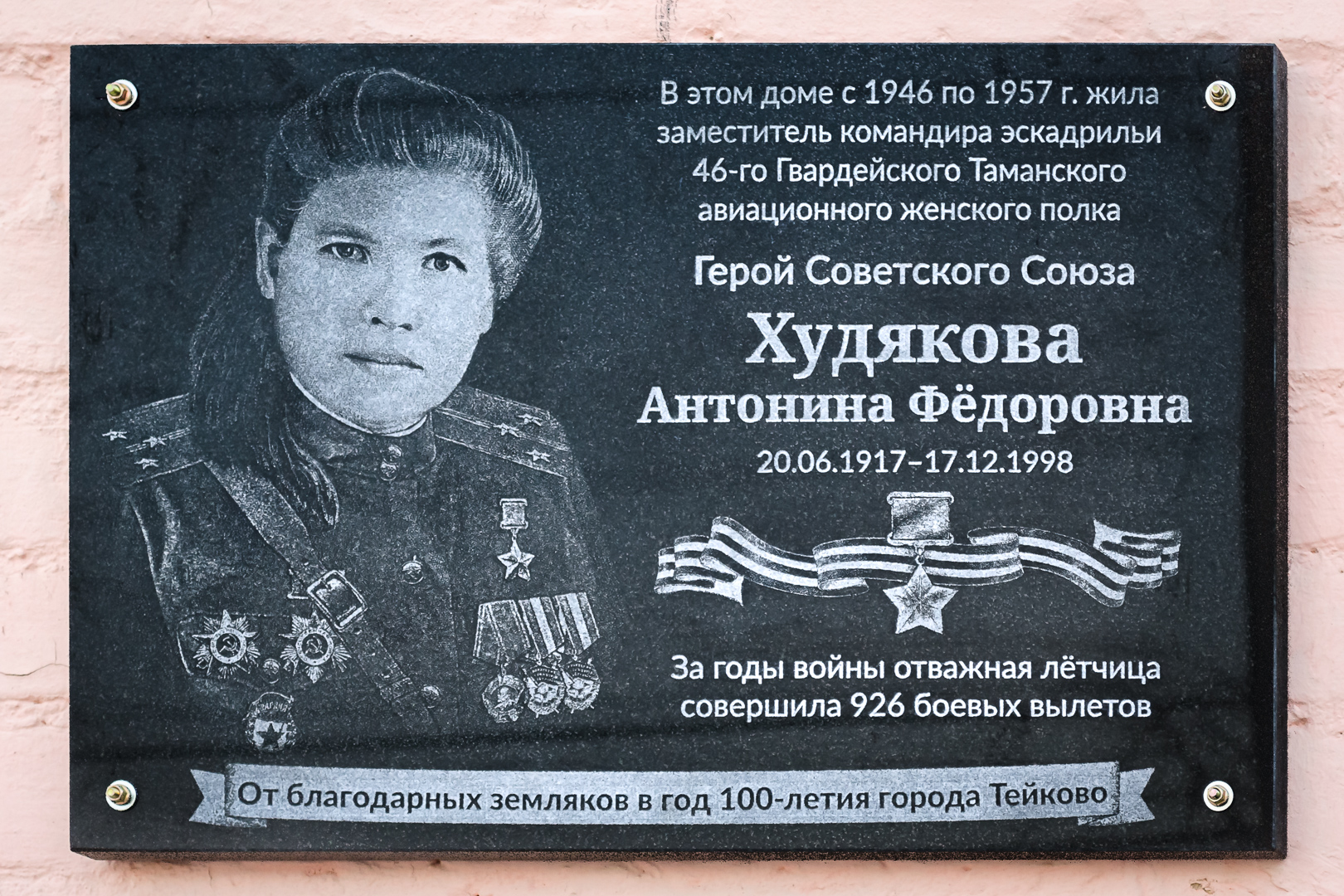
Мемориальная доска Худяковой в Тейкове